# Крэй, Сеймур
Се́ймур Роджер Крэй (также Крей) (англ. Seymour Roger Cray; 28 сентября 1925, Чиппева-Фолс, Висконсин, США — 5 октября 1996, Колорадо-Спрингс, США) — американский инженер в области вычислительной техники, создатель ряда американских суперкомпьютеров. Славу изобретателю принесли компьютеры CDC 6600, Cray-1 и Cray-2, которые в течение ряда лет были самыми мощными в мире.

## Биография
Сеймур Крэй родился 28 сентября 1925 года в Чиппева-Фолс (Висконсин). Его отец был инженером-строителем и прививал сыну интерес к науке и инженерному делу.
Окончил среднюю школу в Чиппева-Фолс в 1943 году, после чего был призван в американскую армию в качестве оператора радиостанции. Сначала он служил в Европе, после чего на Тихом океане, где работал над расшифровкой японских сообщений.
Сеймур Крэй умер в октябре 1996 года от травм, полученных в автокатастрофе.

## Карьера
Крэй начал свою карьеру в 1951 году с работы в компании Engineering Research Associates (ERA). Компания занималась созданием криптографического оборудования для ВМС США. Работая в ERA, Крэй создал свой первый компьютер — модель ERA 1103 (1953). В 1952 году ERA была куплена компанией Remington Rand. До этого Remington Rand в 1950 году приобрела компанию Eckert-Mauchly Computer Corporation, которая работала над компьютерами UNIVAC. Эти две купленные компании были объединены в подразделение UNIVAC Division, и компьютер Крэя выпустили под названием UNIVAC 1103. В 1955 году Remington Rand объединилась с компанией Sperry Corporation, образовав компанию Sperry-Rand, а подразделение UNIVAC Division было переименовано в Sperry-UNIVAC. Многие бывшие работники ERA были недовольны своим положением, которое они занимали в гигантском конгломерате, и в 1957 году они решили отпочковаться от Sperry-Rand и создать собственную компанию Control Data Corporation (CDC).

### Control Data Corporation
До конца 1957 году Сеймур Крэй, связанный обязательствами с ВМС США, оставался работать в Sperry-Rand над системой NTDS, точнее он разрабатывал компьютер AN/USQ-17 для этой системы. Как только основная работа над этим проектом была завершена, Крэй присоединился к компании Control Data Corporation, вложив в уставной капитал 5000 долларов своих личных сбережений.

#### CDC 1604
Сразу после перехода в CDC Крэй начал работу над прототипом под названием «Little Character», используя транзисторы, а не вакуумные лампы. Из-за сложного финансового положения молодой компании он собирал прототип из бракованных транзисторов, какие только мог приобрести по бросовой цене в местных магазинах радиодеталей, компенсируя «брак» остроумными схемами. Весь 1958 год ушёл на создание 6-битного прототипа и разработку его модульной структуры.
В CDC, опираясь на исследования, проведённые в Sperry-Rand по проекту навигационной системы (проект Athena) для межконтинентальных баллистических ракет Titan, и на эксперименты с «Little Character», Крэй построил первый полноценный компьютер CDC 1604, используя германиевые транзисторы. Корпоративная легенда утверждает, что номер компьютера (1604) был получен путём простого сложения номера из адреса, где располагалась компания CDC (501 Park Avenue), с номером последнего компьютера (ERA/UNIVAC 1103), над которым работал Крэй в Sperry-Rand до ухода в CDC.
48-битный CDC 1604 был представлен на рынке в 1960 году, и на тот момент с тактовой частотой 0,2 МГц (время такта 5 микросекунд) он являлся самым быстрым компьютером в мире. Первый экземпляр был поставлен в Naval Postgraduate School, а следующие проданы Ливерморской национальной лаборатории, Университету штата Иллинойс, компаниям Northrop и Lockheed, Национальному бюро стандартов, и даже Правительству Израиля. Годом позже за длинные трёхдневные выходные Крэй разработал уменьшенную 12-битную версию CDC 1604, которая получила название CDC 160A. CDC 160A помещался в обычном конторском столе и являлся по сути первым в истории мини-компьютером. Он использовался для ввода-вывода данных в CDC 1604, локального или удалённого. На его основе было создано семейство миникомпьютеров CDC 160, а модифицированную версию CDC 160A Крэй использовал в качестве периферийных процессоров в своем суперкомпьютере CDC 6600.
В 1968 году один уже порядком морально устаревший CDC 1604 был поставлен в СССР и установлен в Объединённом институте ядерных исследований (ОИЯИ) в Дубне. В Дубне для CDC 1604 был написан транслятор «Фортран-Дубна», программно совместимый с советским компьютером БЭСМ-6, первый экземпляр которого ОИЯИ получил в том же 1968 году.
Его следующие проекты компьютеров — CDC 6600 и CDC 7600 — определили новые стандарты для всей промышленности.

#### CDC 6600
CDC 6600 был самым быстрым компьютером в мире с 1964 по 1969 год, когда он уступил этот статус своему преемнику, CDC 7600. Высокой скорости удалось добиться благодаря нескольким новаторским решениям: в отличие от распространённой тогда схемы, в CDC 6600 главный процессор компьютера выполнял только логические и арифметические операции. Работа с периферийными устройствами была возложена на 10 «периферийных процессоров». Высокая скорость работы требовала отвода тепла, что было реализовано на основе охлаждающей фреоновой системы.
Во время разработки CDC 6600 Крэя всё больше стал раздражать управленческий аппарат компании, который отвлекал его от работы, поэтому Крэй озадачился переводом лаборатории в более спокойное место. Выбор места для своей лаборатории в 1962 году Сеймур Крэй объяснял руководству CDC тем, что Миннеаполис, как крупный промышленный центр США, наверняка входит в список целей при нанесения ядерного удара странами Варшавского блока, и он, дескать, старается быть подальше от эпицентра взрыва. На самом деле Чиппева-Фолс был достаточно далеко от штаб-квартиры CDC, чтобы менеджеры CDC не тратились на дорогие междугородные телефонные звонки по пустякам и не слишком часто приезжали на автомобиле.
При переезде в Чиппеуа-Фоллз Крэй сам спроектировал свой дом, цокольный этаж которого был превращен в настоящее укреплённое противоядерное бомбоубежище с бассейном, в котором можно было хранить питьевую воду, и топливным баком на 10 тысяч галлонов, способным обеспечить дом теплом на 4 года.

#### CDC 7600
Следующий компьютер CDC 7600 Сеймура Крэя был представлен в 1969 году. С тактовой частотой 37 МГц (время цикла — 27,5 наносекунд) он был «всего» в 4 раза быстрее CDC 6600 при почти той же цене — 7,5 млн долларов. Из-за отсутствия значительного скачка в производительности CDC 7600 продавался несколько хуже, чем CDC 6600.
Первоначально Крэй создавал компьютер под названием CDC 6800, который планировалось сделать обратно совместимым с CDC 6600. Но потом он отказался от этой мысли и построил новый компьютер CDC 7600 с нуля. Несмотря на отличия в архитектуре, CDC 7600 оказался почти полностью совместимым с CDC 6600 с помощью компилятора Fortran, который поддерживали обе машины.

#### CDC 8600
Работу над CDC 8600 Крэй начал сразу же после выхода на рынок CDC 7600. Джим Торнтон, который помогал Крэю создавать CDC 6600 и CDC 7600, покинул лабораторию Крэя и вернулся в Миннеаполис в штаб-квартиру CDC, где занялся своим проектом — компьютером CDC STAR-100. Его место в команде Крэя занял инженер Лес Дэйвис.
Для достижения ещё более высокой производительности Крэй пошёл на радикальный шаг — создать уникальную машину с 4 процессорами, работающими с общей памятью. Он решил ещё плотнее упаковать компоненты компьютера, чтобы сократить длину электрических цепей. Для этого размеры плат были увеличены в 5 раз по сравнению с платами в CDC 7600 и собраны в модули по 8 плат в каждом. Каждая такая плата потребляла 3 кВт электроэнергии и выделяла очень много тепла, которое надо было отводить. Эту задачу в CDC 8600 снова решал Dean Roush. Между платами были размещены медные пластины, которые отводили тепло к трубкам с фреоном. Одна только холодильная установка весила 20 тонн, что было в 3 раза больше, чем в CDC 6600, и в 2 раза больше, чем в CDC 7600.
По всем признакам конструкция CDC 8600 следовала идеям «старой школы». Из-за увеличения компонентов — транзисторов, резисторов, конденсаторов, и большого объёма пайки — компьютер имел ещё больше «точек отказа». Из-за этого Крэю так и не удалось добиться главного — надёжности его работы. Проект затянулся без всякой перспективы и стал вызывать тревогу у руководства компании CDC.
В 1971 году руководство компании CDC потребовало от Крэя сократить на 10 % расходы своей лаборатории. В его лаборатории работало всего 40 инженеров, проект CDC 8600 требовал очень больших усилий, а сокращение расходов на 10 % означало увольнение 4 человек из команды. Чтобы не жертвовать никем, Сеймур Крэй сократил расходы за счёт себя и отказался от своей зарплаты. CDC платило ему минимальную зарплату, разрешённую по трудовому кодексу США, — 1,25 доллара США в час.
В конце концов CDC решила отдать предпочтение проекту STAR-100, а проект CDC 8600 Крэю предложили отложить до лучших времен или вообще закрыть. Крэй не пожелал этого делать и в феврале 1972 года ушёл из CDC.

### Cray Research

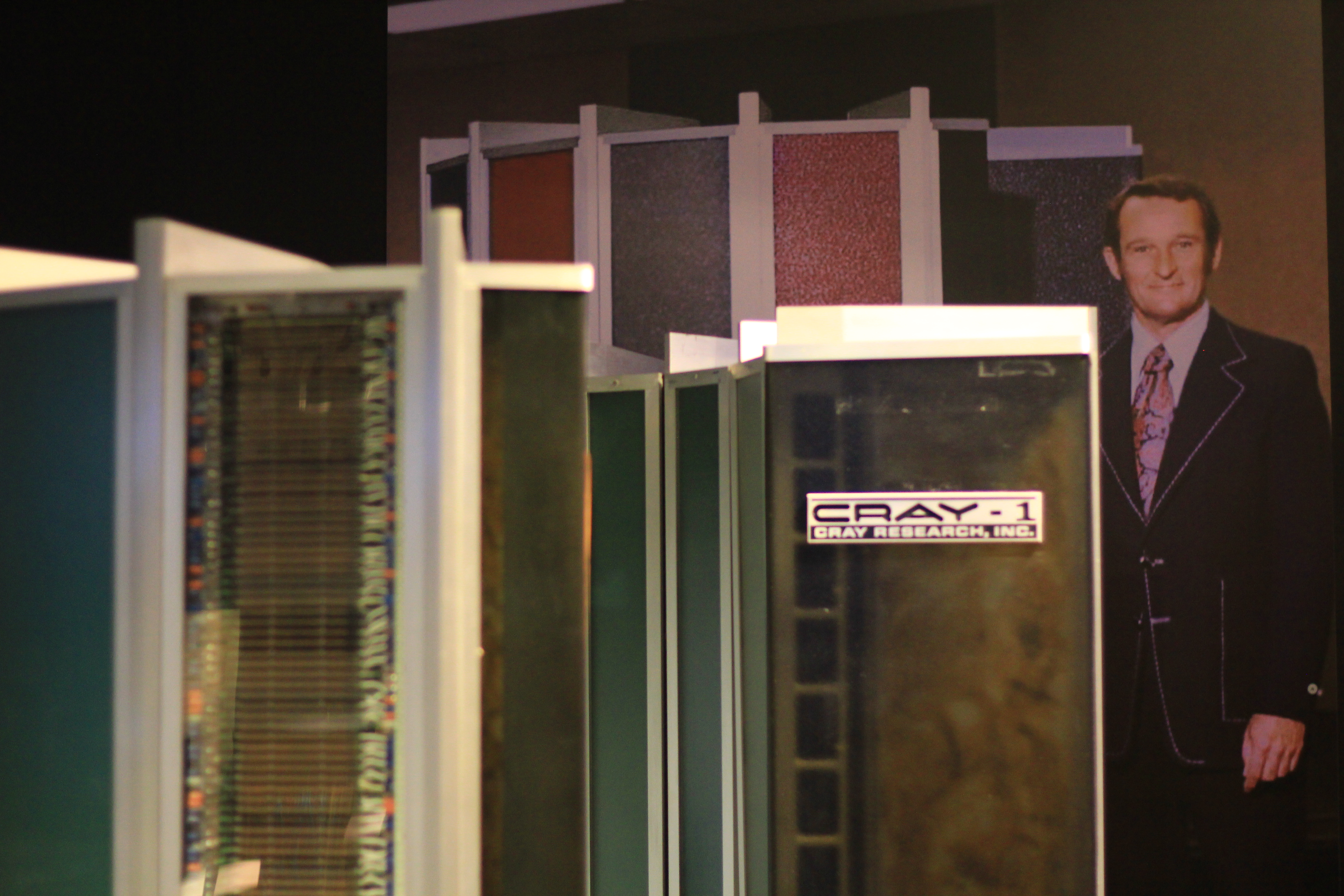
Плакат с изображением Сеймура Крэя за суперкомпьютером Cray-1.

14 февраля 1972 года Крэй уволился из CDC и основал первую из своих собственных фирм — Cray Research там же в Чиппева-Фолс. Уход Крэя из CDC был мирным. CDC даже вложила 500 тысяч долларов в Cray Research, несмотря на то что Крэй практически становился их прямым конкурентом. Создавая компанию, Крэй объявил, что Cray Research будет строить по одной модели компьютера за один раз, все эти компьютеры будут суперкомпьютерами и Cray Research не будет заниматься ничем, кроме суперкомпьютеров.
В Cray Research он создал самые быстрые в мире суперкомпьютеры общего назначения: Cray-1 и Cray-2.

#### Cray-1
Приступая к новому компьютеру, Крэй учел ошибки проекта CDC 8600, а также плюсы и минусы проекта CDC STAR-100. Он отказался от транзисторов в пользу интегральных микросхем, от многопроцессорной системы в пользу векторного процессора, реализовал новый принцип работы процессора с памятью «регистр-регистр», использовал для памяти полупроводники вместо ферромагнитных сердечников. В 1974 году первые тесты машины показали производительность 80 MFLOPS. В 1975 году компания представила компьютер Cray-1 публике.

#### Cray-3
В 1988 году компания Cray начала работу над новой моделью — Cray-3. Для достижения ещё больших скоростей Крэй выбрал в качестве компонентной основы для микросхем арсенид галлия. Этот материал использовался до сих пор в космической отрасли для создания быстродействующих схем для спутников, но никто до Крэя не решался применить его в строительстве компьютеров. Свойства арсенида галлия позволяли создавать микросхемы, работающие на сверхвысоких частотаx — в шесть раз быстрее кремниевых микросхем: Крэй рассчитывал на тактовую частоту 500 МГц (2 наносекунды на такт).
Однако как материал арсенид галлия очень хрупок, выход годных подложек очень низок. Стоимость пластины из арсенида галлия составляла 300 долларов за штуку в сравнении с 6 долларами за кремниевую. Даже испытание собранных модулей вызывало проблемы: не было доступного тестового оборудования, способного работать на частоте 500 МГц, так что Cray Research приходилось покупать дорогое оборудование по спецзаказу. Все это естественно отражалось на будущей стоимости компьютера: свыше 30 миллионов долларов.
Работа над проектом затянулась, и руководство компании Cray Research в 1989 году отдало предпочтение другому проекту, Cray C90, который разрабатывался параллельно.

### Cray Computer Corporation

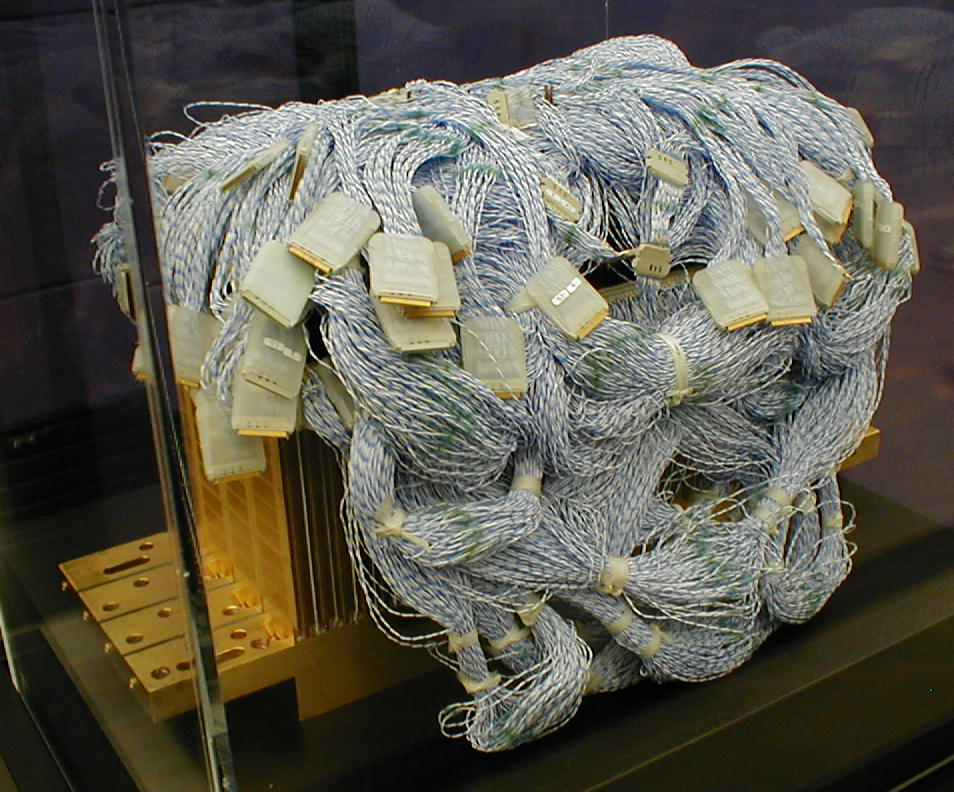
Процессорный модуль Cray-3

15 мая 1989 года Крэй объявил об уходе из компании Cray Research и решил продолжить работу над Cray-3 в рамках новой компании — Cray Computer Corporation, обосновавшейся в Колорадо-Спрингс. Расставание было мирным: Cray Research вложила в новую компанию Крэя 100 миллионов долларов наличными и 50 миллионов добавило имуществом. В Cray Computer Corporation Крэй работал как подрядчик, а не как штатный работник.
В конце августа 1990 года компании удалось заключить договор на продажу первого компьютера с Ливерморской национальной лабораторией. По этом договору Cray-3 должен был быть поставлен не позднее июня 1992 года с поэтапной сдачей модулей. До июня 1991 года все этапы были пройдены успешно, однако к декабрю 1991 года стало ясно, что сдать в срок блок вычислений с плавающей запятой не удастся. В конце декабря Ливерморская лаборатория сообщила, что отказывается от контракта на Cray-3 и приобретает вместо него компьютер C90 у компании Cray Research.
С потерей своего главного клиента для компании Cray Computer Corporation наступили трудные времена. Ежемесячные расходы компании составляли 5 миллионов долларов. Список правительственных организаций, способных приобрести компьютер за 30 миллионов долларов, сократился с окончанием Холодной войны и сокращением финансирования на оборону. За неимением покупателя было решено остановить разработку 16-процессорного варианта Cray-3 и найти покупателя на 8-процессорную машину.
Несмотря на все это, в начале 1994 года Крэй начал работу над новым компьютером — Cray-4, который был более простой и более надёжной машиной. Работа над Cray-4 шла успешнее, чем над Cray-3. Удалось достигнуть тактовой частоты 1 ГГц (время такта — 1 нс), общая стоимость машины была в пять раз ниже, чем Cray-3.
В целом к середине 1994 года работа в компании наладилась, уже строились планы на машины Cray-5 и Cray-6, а Крэй подумывал о почётном уходе на пенсию. Однако компании в условиях экономического спада не удалось найти денег на оплату текущих расходов и завершение работ. 24 марта 1995 года компания объявила о своем банкротстве, истратив в общей сумме 300 миллионов долларов на разработку и поставив бесплатно на пробу в мае 1993 года компьютер Cray-3 лишь одному покупателю — Национальному центру атмосферных исследований, где он так за несколько лет и не заработал корректно и был списан через 2 дня после того, как Cray Computer Corporation обанкротилась.
До середины июля 1995 года Крэй вместе с оставшимися руководителями компании пытался найти инвестора для продолжения работ, однако выпуск модели Cray T90 компанией Cray Research поставил крест на перспективах компьютера Cray-4.

### SRC Computers
Почти через год — в июле 1996 — Крэй организовал новую компанию под названием SRC Computers (SRC — инициалы его имени «Seymour Roger Cray»), в которой началась разработка с нуля новой модели суперкомпьютера. Отказываясь от векторного суперкомпьютера, Крэй планировал создать многопроцессорную машину с 512 процессорами от компании Intel. Разработки только начались, когда 22 сентября 1996 Крэй попал в автомобильную катастрофу и скончался от полученных травм 2 недели спустя — 5 октября 1996 года — в возрасте 71 года. Компания SRC Computers продолжила своё существование и до сих пор занимается разработкой компьютерных систем, правда, не производит суперкомпьютеров.

## Машины, созданные Крэем
| Год  | Компания      | Название | Быстродействие     | Особенности и примечания                                                                                              |
| ---- | ------------- | -------- | ------------------ | --- |
| 1951 | ERA           | ERA-1103 |                    | После поглощения ERA компьютер выпускался под названием UNIVAC 1103                                                   |
| 1960 | CDC           | CDC 1604 | 0,04—0,2 млн оп./с | Первая машина на германиевых транзисторах вместо ламп.                                                                |
| 1964 | CDC           | CDC 6600 | 3 MFLOPS           | Первый суперкомпьютер в мире, использовал VLIW-архитектуру                                                            |
| 1969 | CDC           | CDC 7600 | 10 MFLOPS          | Самый быстрый суперкомпьютер общего назначения с 1971 по 1975 год                                                     |
| 1975 | Cray Research | Cray-1   | 133 MFLOPS         | Применение архитектуры команд «регистр-регистр», первый коммерчески успешный векторный суперкомпьютер                 |
| 1985 | Cray Research | Cray-2   | 1,9 GFLOPS         | Платы для улучшения охлаждения были погружены в охлаждающую жидкость. За это машину назвали «компьютером в аквариуме» |

## Инженерный подход
Проектируя свои компьютеры, Сеймур Крэй брал за отправную точку скорость их работы. Поставленной скоростной планке подчинялись все остальные инженерные решения и подходы: плотная упаковка компонентов системы для сокращения длины электрических цепей, взаимное расположение модулей компьютеров в пространстве, форма корпуса машины, сокращенный набор команд центрального процессора, экономия тактов процессора при вычислении точности значений с плавающей запятой даже в ущерб простоте программирования машины.
При выборе базового компонента компьютера Крэй отдавал предпочтение проверенным надёжным решениям, которые уже прошли испытание в других компьютерных системах конкурентов и хорошо себя зарекомендовали. Так, он обратился к германиевым транзисторам (CDC 1604) через 10 лет после их изобретения, к кремниевым транзисторам (CDC 6600) — когда была изобретена надёжная планарная технология их производства, к интегральным микросхемам (Cray-1) — через 10 лет после их появления на рынке. Везде, где Сеймуру изменяло чувство меры (CDC 8600 и Cray-3), он терпел неудачу.
Сеймур Крэй предпочитал сам разрабатывать всю архитектуру компьютера, работая с немногочисленной командой инженеров в качестве помощников. В качестве доказательства правильности такого стиля работы он приводил в пример проект IBM Stretch, который потерпел неудачу из-за вмешательства в процесс его создания менеджмента компании IBM всех уровней.
В работе Сеймур никогда не боялся начать все сначала, с нового листа, если понимал, что проект зашёл в тупик. С финансовой точки зрения такой подход зачастую обходился очень дорого (проект CDC 8600, проект Cray-3).

## Личные качества
Сеймур Крэй всегда был в первую очередь инженером и в последнюю — бизнесменом. Он старался все своё время уделять работе и не любил отвлекаться на административные дела. В 1966 году он подал в отставку с поста члена совета директоров компании CDC, чтобы не посещать заседания совета и не отвлекаться от работы. В 1980 году с той же целью он покинул пост главы своей компании Cray Research и стал работать в ней как независимый подрядчик (independent contractor). Даже будучи миллионером и руководителем международной компании, Сеймур никогда не гнушался взять в руки паяльник и самостоятельно собрать нужный компьютерный модуль.
Сеймур Крэй любил уединение, в котором ему лучше всего думалось, не любил публичности, внимания прессы и нечасто давал интервью. Переехав со своей командой в отдельную лабораторию в Чиппева-Фолс, он запретил руководству CDC появляться в ней без его предварительного согласия. Чтобы не отвлекаться на посещение Белого Дома и встречу с Президентом США, он отказался от чести быть удостоенным Национальной медалью США в области технологий и инноваций. Для большего сосредоточения Сеймур придумал себе оригинальное хобби — под своим домом он копал тоннель. Однажды он едва успел выскочить из тоннеля, когда в него с поверхности провалилось дерево. В шутку Сеймур говорил репортерам, что в тоннеле его посещают горные эльфы, которые ему подсказывают правильные инженерные решения.

## Награды
- Премия Уоллеса Макдауэлла (1968)[25]
- Мемориальная премия Гарри Гуда (1972)[26]
- Медаль Говарда Поттса (1979)
- Премия Эккерта — Мокли за 1989 год[27]
- MCI Information Technology Leadership Award for Innovation за 1994 год[3]

## Личная жизнь
- Отец: Сеймур Крэй (Seymour Cray) — строитель
- Мать: Верен Крэй (Verene Cray) — домохозяйка
- Младшая сестра: Кэрол Керстен (Carol Kersten)
- Первая жена: Верен (Verene), развелись в 1975 году, от брака — 3 детей
- Вторая жена: Гери М. Харранд (Geri M. Harrand), поженились в 1980 году
- Дочь: Сюзан (Susan Cray Borman)
- Дочь: Каролин (Carolyn Cray Arnold)
- Сын: Стивен (Steven Cray) — юрист

## Память
В честь Сеймура Крэя в 1997 году была учреждена награда Seymour Cray Computer Engineering Award, которая вручается ежегодно IEEE Computer Society